# تغییر اقلیم در ژاپن

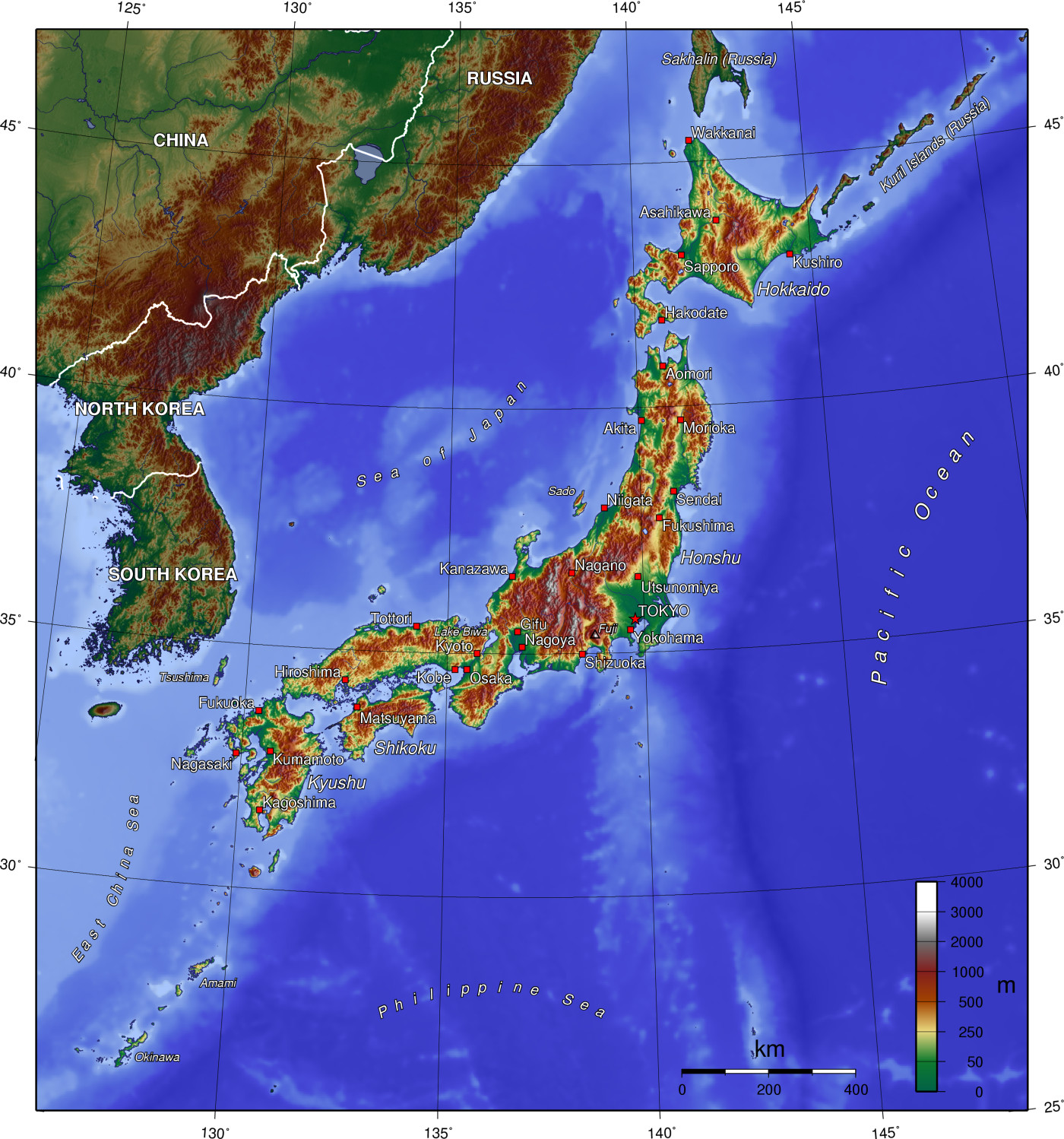
نقشه توپوگرافی ژاپن

تغییر اقلیم در ژاپن (انگلیسی: Climate change in Japan) یک مسئله فوری و مهم است که ژاپن را تحت تأثیر قرار می‌دهد. در سال‌های اخیر، این کشور تغییرات قابل توجهی را در الگوهای آب و هوایی خود مشاهده کرده است که افزایش دما به عنوان یک شاخص برجسته از این پدیده است. به عنوان یک مجمع‌الجزایر که در شمال شرق آسیا واقع شده است، ژاپن به دلیل جغرافیای متنوع و قرار گرفتن در معرض سیستم‌های آب و هوایی مختلف، به ویژه در برابر تأثیرات تغییرات آب و هوایی آسیب‌پذیر است. این کشور طیف وسیعی از آب و هواها را تجربه می‌کند که از زمستان‌های سرد هوکایدو تا آب و هوای نیمه گرمسیری اوکیناوا را در بر می‌گیرد و چالش‌های مهمی برای زیرساخت‌ها و سکونتگاه‌های انسانی ایجاد می‌کند. تغییرات در الگوهای دما پتانسیل ایجاد اختلال در اکوسیستم‌ها، تأثیر بر بهره‌وری کشاورزی، اصلاح منابع آب و ایجاد چالش‌های مهم برای زیرساخت‌ها و سکونتگاه‌های انسانی را دارد.
دولت ژاپن به‌طور فزاینده ای سیاست تغییر اقلیم را برای پاسخ به تصویب می‌رساند. دولت به دلیل نداشتن یک برنامه معتبر برای رسیدن به میزان انتشار گازهای گلخانه ای خالص صفر تا سال ۲۰۵۰ مورد انتقاد قرار گرفت. ژاپن به عنوان یکی از امضاکنندگان پیمان کیوتو و میزبان کنفرانس سال ۱۹۹۷ که آن را ایجاد کرد، متعهد به کاهش انتشار دی‌اکسید کربن خود و انجام سایر اقدامات مرتبط با مهار تغییرات آب و هوایی است.

## انتشار گازهای گلخانه ای
از انتشار جهانی گازهای گلخانه ای، ژاپن مسئول ۲٫۶٪ است. میانگین نرخ Co2 انتشار گاز گلخانه‌ای برای هر نفر در ژاپن تقریباً دو برابر میانگین جهانی است. انتشار گازهای گلخانه ای از سال ۲۰۱۳ اندکی کاهش یافته است و انتشار صفر خالص تا سال ۲۰۵۰ تعیین شده است.

ژاپن یکی از بزرگ‌ترین آلوده‌کننده‌های گازهای گلخانه‌ای است، هم در سطح ملی و هم به ازای هر نفر.

ژاپن متعهد شده است تا سال ۲۰۵۰ کربن خنثی شود. در سال ۲۰۱۹ ژاپن ۱۲۱۲ تن CO2eq منتشر کرد، سرانه انتشار Co2 9.31 تن در سال ۲۰۱۷ بود. که پنجمین رتبه بزرگ در بین فهرست کشورها بر پایه تولید دی‌اکسید کربن بود.
تا تاریخ ۲۰۱۹ انتشار گاز گلخانه‌ای توسط ژاپن بیش از ۲٪ از کل سالانه جهان را تشکیل می‌دهند.تا حدودی به این دلیل که زغال‌سنگ بیش از ۳۰ درصد برق این کشور را تأمین می‌کند.نیروگاه زغال‌سنگ سوزها هنوز در سال ۲۰۲۱ در حال ساخت بودند. برخی ممکن است به دارایی رشته‌ای تبدیل شوند.
| ۲۰۱۱   | ۲۰۱۲   | ۲۰۱۳   | ۲۰۱۴   | ۲۰۱۵   | ۲۰۱۶   | ۲۰۱۷   | ۲۰۱۸   | ۲۰۱۹   | ۲۰۲۰   | ۲۰۲۱   |
| ۱۲۳۷٫۳ | ۱۳۲۴٫۵ | ۱۳۱۴٫۱ | ۱۲۸۰٫۴ | ۱۲۳۹٫۹ | ۱۲۲۰٫۲ | ۱۲۱۴٫۱ | ۱۱۹۲٫۴ | ۱۱۵۱٫۴ | ۱۰۵۸٫۳ | ۱۰۸۱٫۷ |

محاسبات در سال ۲۰۲۱ نشان می‌دهد که برای دادن ۵۰ درصد شانس به جهان برای جلوگیری از افزایش دمای ۲ درجه یا بیشتر، ژاپن باید تعهدات آب و هوایی خود را تا ۴۹ درصد افزایش دهد. برای شانس ۹۵ درصد، باید تعهدات را ۱۵۱ درصد افزایش دهد. برای ۵۰ درصد شانس ماندن در دمای زیر ۱٫۵ درجه افزایش، ژاپن باید تعهدات خود را ۲۲۹ درصد افزایش دهد.: Table 1  تجزیه و تحلیل مارس ۲۰۲۱ توسط ردیاب اقدام آب و هوا نشان داد که ژاپن باید انتشار گازهای گلخانه ای را کاهش دهد به طوری که تا سال ۲۰۳۰ این انتشار ۶۰٪ کمتر از سطح ۲۰۱۳ باشد. این امر از هدف محدود کردن گرمایش به ۱٫۵ درجه سانتیگراد پشتیبانی می‌کند.
| بخش             | ۲۰۱۹   | ۲۰۲۱ |
| --------------- | ------ | ---- |
| انرژی           | ۴۳۲٫۹۳ | ۴۳۰  |
| صنعت            | ۲۷۹٫۲  | ۲۶۹  |
| حمل و نقل       | ۱۹۸٫۵۸ | ۱۷۸  |
| صنعت بازرگانی   | ۶۴٫۷۱  | ۵۹٫۹ |
| خانوارها        | ۵۳٫۳۶  | ۵۱٫۶ |
| فرایندهای صنعتی | ۴۵٫۱۷  | ۴۳   |
| زباله           | ۳۰٫۸۸  | ۲۹٫۹ |
| سایر            | ۳٫۱۱   | ۲٫۹  |

علاوه بر این، ژاپن با کاهش ۵٫۳ درصدی در انتشارات صنعتی به دلیل کاهش تولید فولاد، شاهد کاهش انتشار سالانه خود بوده است. آلاینده‌های خانگی ۱٫۴ درصد کاهش یافت در حالی که آلایندگی خودروها ۳٫۹ درصد افزایش یافت. با وجود این تغییرات، ژاپن همچنان به شدت به سوخت‌های فسیلی متکی است که حدود ۷۰ درصد از تولید برق آن را تشکیل می‌دهد. از نظر انرژی‌های تجدیدپذیر، ژاپن قصد دارد تا سال ۲۰۳۰ ۱۰ گیگاوات ظرفیت بادی فراساحلی داشته باشد، اما در حال حاضر پیش‌بینی می‌شود که تنها به ۴٫۴ گیگاوات برسد.